# Partiti politici in Danimarca
Questa pagina raccoglie i partiti politici della Danimarca.
La Danimarca ha un sistema multipartitico, con due o tre grandi partiti, e quattro o cinque di media importanza. Il governo consiste tipicamente di diversi partiti e di un piccolo numero di partiti che lo sostengono. Nessun partito ha vinto con una maggioranza netta dal 1901.  Tutti i governi da allora sono stati o governi di minoranza di un partito o di coalizioni tra due o più partiti. Nessun partito unico ha formato un governo da solo dal 1982.
Il Ministro degli Affari Sociali registra e convalida il nome del partito e le lettere di partito ufficiali per tutti i partiti che partecipano alle elezioni nazionali. Su schede, le parti sono ordinati alfabeticamente per lettera di partito.

## I Partiti rappresentati nel Folketing o nel Parlamento Europeo
| Lettera del Partito | Nome del Partito                                                          | Rappresentanza dopo le elezioni parlamentari del 2011 e 2014 | Rappresentanza dopo le elezioni parlamentari del 2011 e 2014 | Commenti |
| Lettera del Partito | Nome del Partito                                                          | Folketing (Parlamento)                                       | Parlamento Europeo                                           | Commenti |
| ------------------- | ------------------------------------------------------------------------- | ------------------------------------------------------------ | ------------------------------------------------------------ | --- |
| V                   | Sinistra - Partito Liberale di Danimarca Venstre, Danmarks liberale parti | 47                                                           | 2                                                            | Centrodestra, Liberalismo conservatore. Leader: Lars Løkke Rasmussen                                                    |
| A                   | Socialdemocratici Socialdemokraterne                                      | 44                                                           | 3                                                            | Centrosinistra, Socialdemocrazia. Leader: Helle Thorning-Schmidt                                                        |
| O                   | Partito Popolare Danese Dansk Folkeparti                                  | 22                                                           | 4                                                            | Destra, Conservatorismo nazionale. Leader: Kristian Thulesen Dahl                                                       |
| F                   | Partito Popolare Socialista Socialistisk Folkeparti                       | 16                                                           | 1                                                            | Sinistra, Socialismo democratico e Ambientalismo. Leader: Pia Olsen Dyhr                                                |
| C                   | Partito Popolare Conservatore Det Konservative Folkeparti                 | 8                                                            | 1                                                            | Centrodestra, Conservatorismo. Leader: Søren Pape Poulsen                                                               |
| B                   | Sinistra Radicale Det Radikale Venstre                                    | 17                                                           | 1                                                            | Centro, Liberalismo sociale. Leader del Gruppo Parlamentare: Morten Østergaard                                          |
| Ø                   | Lista dell'Unità - I Rosso-Verdi Enhedslisten                             | 12                                                           | 0 (non candidati)                                            | Estrema Sinistra, Socialismo. Leadership comune con Socialdemocratici, Sinistra Radicale e Partito Popolare Socialista. |
| I                   | Alleanza Liberale Liberal Alliance                                        | 9                                                            | 0                                                            | Centrodestra, Liberalismo classico. Leader: Anders Samuelsen                                                            |
| N                   | Movimento Popolare contro l'UE Folkebevægelsen mod EU                     | 0                                                            | 1                                                            | Euroscetticismo. Ha una leadership collettiva                                                                           |

## Partiti senza rappresentanza parlamentare (nel Folketing o nel Parlamento Europeo)
- K Democratici Cristiani (Kristendemokraterne). Ultima rappresentanza nel Folketing 2010-2011 da Per Ørum Jørgensen (formalmente nel Partito Popolare Conservatore).
- Z Partito del Progresso (Fremskridtspartiet). Ultima rappresentanza nel Folketing 1998-2001.
- Fokus, creato nel 2010.
- D Partito Democratico (Det Demokratiske Parti). Creato nel 2012.

### Partiti Regionali
- S Partito Schleswig (Slesvigsk Parti). Rappresenta la minoranza tedesca nel Sud dello Jutland. L'Ultima rappresentanza nel Folketing e degli anni cinquanta.
- H Partito Autonomista del Bornholm (Bornholms Selvstyre parti). Richiede l'autonomia dell'isola del Bornholm.

### Partiti Minori
Esistono ancora i seguenti parti, ma sono rimasti senza rappresentanza sia nel Folketing sia nel Parlamento Europeo da almeno 20 anni.
- E Partito Giustizia della Danimarca (Retsforbundet). Ultima rappresentanza nel Folketing 1979-1981.
- K Partito Comunista della Danimarca (Danmarks Kommunistiske Parti). Ultima rappresentanza da solo nel Folketing 1977-1979. Ora parte della Lista dell'Unità - I Rosso-Verdi.
- U Partito Indipendente (De Uafhængige). Ultima rappresentanza nel Folketing 1973-1974.
- Å Movimento Nazional Socialista della Danimarca (Danmarks Nationalsocialistiske Bevægelse). Mai rappresentato sia nel Folketing sia nel Parlamento Europeo. Si considera l'erede del DNSAP con sua ultima rappresentanza nel Folketing 1943.

## Partiti defunti
- Y Socialisti di Sinistra (Venstresocialisterne) Ultima rappresentanza nel Folketing 1984-1987. Ora parte della Lista dell'Unità - I Rosso-Verdi.
- Bjørnbakkernes Venstre
- F Partito degli Agricoltori (Bondepartiet)
- D Democratici di Centro (Centrum-Demokraterne).
- P Common Course (Fælles Kurs)
- Lega Comunista (Kommunistisk Forbund)
- R Danimarca Unità (Dansk Samling)
- G Partito del Popolo Danese, Primo (Dansk Folkeparti)
- Danmarks Venstresocialistiske Parti
- Det Forenede Venstre
- Liberi Conservatori (Frikonservative)
- Libero Partito del Popolo (Det Frie Folkeparti)
- Liberi Socialdemocratici (Frie Socialdemokrater)
- Frihed 2000 (non registrato come partito ma rappresentato nel parlamento come gruppo parlamentare)
- V Hovedstadens Venstre (scissione dal Venstre per le sole elezioni del 1947al fine di sfruttare una peculiarità della legge elettorale)
- Højre
- Partito Indipendente (De Uafhængige)
- J Movimento di Giugno (Juni Bevægelsen; rappresentato nel Parlamento Europeo)
- L Centro Liberale (Liberalt Centrum)
- M Partito Minoritario (Minoritetspartiet)
- Sinistra Moderata
- N Partito Nazional Socialista dei Lavoratori della Danimarca (Danmarks Nationalsocialistiske  Arbejderparti)
- Partito Nazional Liberale (De Nationalliberale)
- M Partito del Popolo delle Politiche di Pace (Fredspolitisk Folkeparti)
- Società degli Amici dei contadini (Bondevennernes Selskab)
- D I Liberi Democratici (De Frie Demokrater)
- Union of Conscientiously Work-Shy Elements (Sammenslutning af Bevidst Arbejdssky Elementer)
- Partito Riformatore della Sinistra (Venstrereformpartiet)